# Constant Asociație pentru Artă și Media
Constant este o asociație non-profit, stabilită în Bruxelles din anul 1997, care este condusă de artiști activi în domeniile artei, mediei și tehnologiei. Organizația sprijină utilizarea de software liber, într-un context artistic. Constant organizează activități pentru artiști, designeri și cercetători care sunt interesați în experimente, discuții și schimburi. Aceste activități se manifestă ca sesiuni de lucru, rezidențe, ateliere, expoziții și prezentări. Constant lucrează printre altele împreună cu Wikimedia Belgia și Creative Commons Belgia.

Constant a fost fondată în 1997 de către Dirk De Wit. Din 2006, Constant este recunoscută de Comunitatea Flamandă ca un atelier de arte. Constant lucrează într-o rețea internațională de organizații media. Câteva din proiectele de colaborare internațională includ: în 2011 a făcut parte din rețeaua de laboratoare media LabtoLab; din 2015, Constant lucrează împreună cu medienkunstlabor în Graz, Austria la seria de expoziții Iterații.

## Activități
Organizația a sprijinit în 2004 traducerea licenței Creative Commons în legislația belgiană. Între 1997 și 2013 Constant a organizat festivalul de artă media Verbindingen/Jonctions. În 2012 Constant a participat la Documenta 13. Membrii Constant Nicolas Malevé și Michael Murtaugh au dezvoltat la solicitarea colectivului de curatori Kurator o serie de experimente cu arhiva artistului finlandez și pionierului în tehnologie Erkki Kurenniemi.
Din 2014 asociația organizează sesiuni de lucru multidisciplinare. Exemple sunt: întâlnirea Gender Blending, care a avut loc la Beursschouwburg și întâlnirea Cqrelații, care a avut loc la Casa Flamandă-Olandeză deBuren.

## Publicații
- Parlez_vous Saint-Gillois? / Vorbiți Sint-Gillis ISBN 978-9-0811-4594-7  Arhivat în 20 aprilie 2016, la Wayback Machine.
- La Langue Schaerbeekoise / Limba Schaarbeekiană
- Verbindingen/Jonctions 10, Cărări în domenii electr(on)ice
- Conversații

## Link extern
- Site-ul organizației ConstantFormat:Appendix